# Arno Wallaard Memorial 2014
L'Arno Wallaard Memorial 2014, trentunesima edizione della corsa, si svolse il 19 aprile 2014 su un percorso con partenza e arrivo a Meerkerk. Fu vinto dallo svedese Edvin Wilsson della Team Joker davanti al britannico Thomas Stewart e all'olandese Umberto Atzori.

## Ordine d'arrivo (Top 10)
| Pos. | Corridore          | Squadra                               | Tempo    |
| ---- | ------------------ | ------------------------------------- | -------- |
| 1    | Edvin Wilsson      | Team Joker                            | 4h14'13" |
| 2    | Thomas Stewart     | Madison Genesis                       | a 16"    |
| 3    | Umberto Atzori     | Koga Cycling Team                     | s.t.     |
| 4    | Huub Duyn          | Cyclingteam De Rijke-Shanks           | s.t.     |
| 5    | Tino Thömel        | Team Stuttgart                        | s.t.     |
| 6    | Dennis Bakker      | Metec-TKH Continental Cyclingteam     | s.t.     |
| 7    | Peter Schulting    | Parkhotel Valkenburg Continental Team | s.t.     |
| 8    | Ronan van Zandbeek | Cyclingteam De Rijke-Shanks           | s.t.     |
| 9    | Jasper Ockeloen    | Parkhotel Valkenburg Continental Team | s.t.     |
| 10   | Berden de Vries    | Cyclingteam Jo Piels                  | s.t.     |